# 한국치산기술협회
한국치산기술협회는 사방기술의 지원과 국제 기술교류, 사방사업과 관련한 조사,평가,진단 및 사방정책의 교육·홍보 등의 사업에 기여할 목적으로 2008년 12월 24일 설립 허가된 대한민국 산림청 소관의 특수법인이다. 본사는 충청북도 청주시 흥덕구 오송읍 오송생명3로 150(연제리 832)에 있다.
2021년 10월 14일, 사방협회에서 한국치산기술협회로 이름을 바꾸었다.

## 주요 사업
- 사방기술의 개발,지원,모니터링 및 국제교류
- 타당성평가 및 사방시설의 점검·안전진단
- 사방정책 교육·홍보를 위한 각종 프로그램 개발·운영